# Snooker plus

Ustawienie bil w snookerze plus

Snooker Plus – modyfikacja gry snooker wymyślona przez byłego mistrza świata, Joe Davisa, i przedstawiona przez niego na mistrzostwach 26 października 1959 roku.
Istotą wprowadzonej zmiany było dodanie dwóch bil – pomarańczowej i fioletowej (odpowiednio za 8 i 10 punktów) – tak, aby suma punktów w maksymalnym breaku wynosiła 210 (w zwykłym snookerze wynosi 147). W zamierzeniu Davisa taka zmiana miała przyciągnąć większą widownię, jednak gra w tej wersji nie przyjęła się powszechnie.